# بلدة إلمر (مقاطعة سانيلاك)
إلمر، مقاطعة سانيلاك (بالإنجليزية: Elmer Township, Sanilac County, Michigan)‏ هي بلدة تقع بولاية ميشيغان في الولايات المتحدة. تبلغ مساحتها 94 (كم²)، وترتفع عن سطح البحر 241 م، بلغ عدد سكانها 790 نسمة في عام تعداد الولايات المتحدة 2000 حسب إحصاء مكتب تعداد الولايات المتحدة وتصل الكثافة السكانية فيها 8.4 نسمة/كم2.

## وصلات خارجية
- The US50 - Cities and Towns in Michigan State
- Michigan Cities and Towns, Facts, Map, Flag, Colleges, Government, and More